# Hendrik Wesselo
Hendrik (Henk) Wesselo (Doornspijk, 26 juli 1904 – Bussum, 28 april 1972) was een Nederlandse architect. 
Wesselo had met zijn vennoot Johannes Jacobus (Jo) van Voorst (1925-1981) kantoor op Parklaan 8 in Bussum. Wesselo was gespecialiseerd in het ontwerpen van openbare zwembaden. De locaties van de te ontwerpen zwembaden lagen verspreid over heel Nederland. Als BNA-architect was Wesselo tevens adviseur van de Koninklijke Nederlandse Zwembond.  
In de tijd van de wederopbouw na de Tweede Wereldoorlog lag de nadruk meer op kwantiteit dan op architectuur. Zo was Wesselo in de jaren vijftig betrokken bij de bebouwing van het zuidwestelijke deel van de Bussumer Westereng ten westen van de Laarderweg.
Soms lagen de opdrachten dicht bij elkaar. Rond 1946 ontwierp hij woningwetwoningen in Oud-Vossemeer aan de Smidsstraat-Stoofstraat, en een gymzaal en brandweerkazerne aan de Bou Kooijmanstraat.

## Lijst met zwembadontwerpen (selectie)
- Oegstgeest
  - Poelmeer, aan de Abtspoelweg (1969)[3]

- Heemstede
  - Sportparklaan (1965)

- Leerdam
  - Zwembad Leerdam (± 1959)[4]

- Enschede
  - Nieuwe zweminrichting, bij Stadion Diekman (± 1955)[5][6]

- Baarn
  - Bosbad De Vuursche (1954)

- Roosendaal / Nispen
  - De Stok (1952)[7]

- Sneek
  - It Rak (1938)

- Doetinchem
  - Groenendaal (1935)[8]

- Tilburg
  - Ringbaan-Oost openluchtbad (1931)
  - Berkdijk,  aan de toenmalige Berkdijksestraat op de hoek Zouavenlaan (1960)[9]
  - Friezenlaan (1962)[10]

## Publicaties
- Architecten in nood, in: Bouwkundig Weekblad (1946)
- Villa te Doetinchem, in: Vakblad voor de Bouwbedrijven (1937)
- Fabrieksgebouw te Doetinchem, in: Vakblad voor de Bouwbedrijven (1937)
- Nieuwe zweminrichting te Doetinchem, in: Vakblad voor de Bouwbedrijven (1936)